# 45500 Motegi
45500 Motegi è un asteroide della fascia principale. Scoperto nel 2000, presenta un'orbita caratterizzata da un semiasse maggiore pari a 3,1179182 UA e da un'eccentricità di 0,1336200, inclinata di 2,58105° rispetto all'eclittica.
L'asteroide è dedicato all'astrofilo giapponese Hiromitsu Motegi.